# ساسا رینلت
ساسا رینلت (انگلیسی: Sascha Reinelt; ۳ آوریل ۱۹۷۳ – ) بازیکن هاکی روی چمن اهل آلمان بود.